# Candid Huber
Pater Candid (Mathias) Huber (* 4. Februar 1747 in Ebersberg; † 15. Juni 1813 auf Schloss Stallwang in Landshut) war Benediktinermönch und Forstbotaniker. Er wurde bekannt als Naturforscher und Hersteller von Holzbibliotheken (Herbarien in Form von Büchern).

## Leben
Candid Huber wurde 1747 in Ebersberg geboren, wuchs als Jesuitenzögling in Ebersberg auf; als Seminarist an der Domus Gregoriana schloss er 1765 das Jesuitengymnasium München (heute Wilhelmsgymnasium München) ab; es folgte das Studium der Musik bei den Jesuiten in Passau; 1768 trat er in den Benediktinerorden von Niederaltaich ein; 1785 bis 1799  Vikar in Ebersberg; bis 1803 Verwalter des Leopoldswaldes von Kloster Niederaltaich. Seine letzten zehn Lebensjahre verbrachte der durch die Auflösung der Klöster heimatlos gewordene Naturforscher bei Freunden in Stallwang bei Landshut; 1813, im Alter von 66 Jahren, starb das „Holz- und Käferherrle“, wie er von seinen Zeitgenossen genannt wurde.

## Schaffen
Während seiner Anfangsjahre als Priester am Rande des Bayerischen Waldes begann Huber seine Studien über Wald- und Obstgehölze, legte Alleen an, pflanzte Obstbäume, züchtete Seidenraupen, war zugleich Seelsorger, Ökonom und forstwirtschaftlicher Entwicklungshelfer. Er versuchte notwendige, aber größtenteils fehlende Kenntnisse einheimischer Holzarten zu verbreiten. Er setzte sich dafür ein, Naturkunde öffentlich zu lehren, um einfältigen Aberglauben, Vorurteile und gefährliche Irrtümer abzubauen. Er entwickelte sich so zu einem Aufklärer aus Leidenschaft.
Seine Doppelexistenz als Geistlicher und Naturforscher hat ihm allerdings immer wieder Kritik eingebracht, er musste sich immer wieder rechtfertigen. Dabei wurde von seinen Kritikern übersehen, dass die Beschäftigung mit der Naturkunde seit Jahrhunderten Klostertradition war.
Den Durchbruch zu wissenschaftlicher Anerkennung erreichte Candid Huber während seiner Ebersberger Vikariatszeit. 1788, drei Jahre nach seiner Versetzung in seine Heimatstadt, begann Huber mit der Herstellung seiner Ebersberger Holzbibliothek.
Im Jahre 1799 musste Candid Huber seine Heimatstadt wieder verlassen, um den klostereigenen Leopoldswald von Niederaltaich zu verwalten. In dieser Zeit schrieb er die „Vollständige Naturgeschichte“, die als staatliches Lehrbuch eine beachtliche Auflage erfuhr. Für dieses Werk wurde Candid Huber eine große Ehre zuteil: der bayerische König Max I. Josef überreichte ihm dafür die große goldene Verdienstmedaille „pro Ingenio et Industriae“.

## Die Ebersberger Holzbibliothek
Candid Hubers Bücher aus Holz, die im Innern ein Herbarium enthalten, waren zwar im Zeitalter der Aufklärung nur eine Randerscheinung. Wegen ihrer Relevanz als forstbotanisches Lehrmittel, der Modernität ihres didaktischen Blicks und der wissenschaftlichen Zusammenschau ist seine Holzbibliothek jedoch damals wie heute ein faszinierendes Kompendium.
Das neuartige forstbotanische Lehrmittel sollte wie eine Bibliothek aussehen. Die Rücken dieser Scheinbücher bestehen aus der Rinde des jeweiligen Baumes, im Hohlraum der Buchdeckel ist das Herbar-Material untergebracht: ein Zweig mit Blüten, Blätter, Nadeln, Zapfen, manchmal Wurzeln  oder Schadinsekten. Ein kleines Fach im Innern des Buchrückens enthält Samen und Pollen. An den Randleisten ist die Benennung in lateinischer, deutscher, französischer und englischer Sprache vermerkt. Lederscharniere und Lederbänder halten die Holzbücher zusammen. Sie sind – didaktisch geschickt – in sieben Höhenklassen gestaffelt, die der Beschaffenheit des Wuchses der Holzarten entspricht.
Die Abnehmer seiner Holzbibliotheken waren im Wesentlichen adelige Waldbesitzer, Klöster und Forstleute. Für Akademien war der Besitz solcher Sammlungen Prestigeangelegenheit, dem Adel dienten sie zur repräsentativen Selbstdarstellung. Man bekundete mit ihnen Kennerschaft der Botanik. Die Forstleute kritisierten, dass die Holzbibliotheken bloßes Spielwerk seien.
Candid Hubers Forschungen wurden durch Versetzungen und für einen Ordensmann schwierige Zeitumstände wie die Säkularisation und Kriegseinbrüche mehrmals unterbrochen. Seine mühsam auf kostspieligen Gebirgsreisen gesammelten Holzmaterialien waren zerstört worden und mussten mit großem Aufwand neu  beschafft werden.
Als Erläuterungstext zur Holzbibliothek verfasste Candid Huber die „Kurzgefasste Naturgeschichte der vorzüglichsten Holzarten“.
Eines der noch erhaltenen Exemplare einer Xylothek (Holzbibliothek) ist im Museum Wald und Umwelt in Ebersberg ausgestellt. Weitere Exemplare befinden sich bei den Englischen Fräulein in München-Nymphenburg und in der Holzforschung München (Technische Universität München). Etwa 130 Bücher aus Hubers Schaffen stehen in der Bibliothek des Zisterzienserstift Lilienfeld in Österreich.

## Werke
- Ankündigung einer natürlichen Holzbibliothek. Ebersberg 1791.
- Kurzgefasste Naturgeschichte der vorzüglichsten Holzarten nach ihrem verschiedenen Gebrauch in der Landwirthschaft. München 1793.
- Über die Art und Weise, wie die Fruchtbaumzucht in unserem Vaterlande am leichtesten und gemeinnützlichsten empor gebracht werden könne. München 1794.
- Vollständige Naturgeschichte aller in Deutschland einheimischen und einiger nationalisierter Baum- und Baumhölzer. München 1808.